# Techo y comida
Techo y comida és una pel·lícula espanyola de 2015 dirigida per Juan Miguel del Castillo que reflecteix les tensions a les que s'enfronten els individus ja que l'impacte de la crisi financera continua sentint-se a l'economia espanyola. Fou finançada principalment amb crowdfunding.

## Sinopsi
A Rocío (Natalia de Molina), mare soltera i sense treball, amb prou feines li dona per a menjar, ja que no rep subsidi. Entre la vergonya, la sensació de fracàs i la por de perdre la tutela d'Adrián, el seu fill de 8 anys, intenta aparentar una vida normal i sobreviure amb la desinteressada ajuda d'una veïna. Però la situació empitjora quan el propietari de l'habitatge, atabalat també pels deutes, els demanda per no pagar el lloguer. Ara el temps corre en contra seva i sembla impossible trobar una solució.

## Repartiment
| Actor             | Personatge |
| ----------------- | ---------- |
| Natalia de Molina | Rocío      |
| Jaime López       | Adrián     |
| Natalia Roig      | Belén      |
| Mariana Cordero   | María      |
| Montse Torrent    | Ani        |
| Manuel Tallafé    | Nacho      |
| Gaspar Campuzano  | Alfonso    |
| Mercedes Hoyos    | Antonia    |

## Premis
- Natalia de Molina va guanyar el Goya a la millor actriu per la seva interpretació en aquesta pel·lícula.[5]
- Medalles del Cercle d'Escriptors Cinematogràfics de 2015: Natalia de Molina va guanyar la medalla a la millor actriu de 2015.[6]
- 2016: Natalia de Molina va guanyar el Premi Sant Jordi a la millor actriu en pel·lícula espanyola.[7]